# Balloch
Balloch ist eine Kleinstadt in West Dunbartonshire in Schottland mit etwa 6010 Einwohnern.

## Lage
Sie liegt an der Südwestspitze am Ufer des Loch Lomond. Im Westen führt die A82 direkt an der Stadt vorbei, im Süden liegen die Nachbarorte Jamestown und Alexandria. Der Name kommt vom gälischen Wort bal, das „Dorf“ bedeutet, Balloch heißt also „Dorf am Loch“.

## Geschichte
Die Burg Balloch Castle gehörte den Earls of Lennox, die hier von 1238 bis 1390 das Land besaßen. Seit 1850 führt eine Bahnlinie von Glasgow nach Balloch, auch um Ausflügler zu den bereits seit 1817 bestehenden Dampferausflügen auf dem Loch zu befördern.

## Sehenswertes
- Drumkinnon Tower, postmoderne Burg am Ufer des Sees. Darin befindet sich das neu errichtete Loch Lomond Shores Visitor Centre für touristische Belange.
- Balloch Castle wurde am Standort einer im 13. Jahrhundert errichteten Burg von dem Architekten Robert Lugar 1808 für John Buchanan of Ardoch errichtet. Bekannt ist der dazugehörige Rhododendronpark.
- Boturich Castle, Schlossbau aus der ersten Hälfte des 19. Jahrhunderts am südöstlichen Ufer von Loch Lomond, weniger als zwei Kilometer nördlich von Balloch Castle